# (6729) Emiko
(6729) Emiko est un astéroïde de la ceinture principale.

## Description
(6729) Emiko est un astéroïde de la ceinture principale. Il fut découvert le 4 novembre 1991 à Kiyosato par Satoru Ōtomo. Il présente une orbite caractérisée par un demi-grand axe de 2,60 UA, une excentricité de 0,18 et une inclinaison de 14,0° par rapport à l'écliptique.

## Compléments